# Асавдибаська сільська рада
Асавдиба́ська сільська рада (рос. Асавдыбашский сельский совет) — муніципальне утворення у складі Янаульського району Башкортостану, Росія. Адміністративний центр — село Асавдибаш.

## Населення
Населення — 505 осіб (2019, 622 в 2010, 764 в 2002).

## Склад
До складу поселення входять такі населені пункти:
| Населений пункт       | Населення, осіб (2002) | Населення, осіб (2010) |
| --------------------- | ---------------------- | ---------------------- |
| Асавдибаш, село       | 247                    | 193                    |
| Новий Алдар, присілок | 148                    | 100                    |
| Сібади, село          | 169                    | 146                    |
| Юссуково, село        | 200                    | 183                    |